# 대한민국 제5대 대통령 선거 추풍회 후보 선출
대한민국 제5대 대통령 선거 자유당 후보 선출은 1963년 대한민국 대통령 선거를 위해 추풍회의 후보를 선출한 것을 말한다.

## 배경
4.19 및 군사정변 이후 와해된 자유당 세력은 배종덕 등 자유당 재건파, 김법린 등 민정당 참여파, 이활 등 민주공화당 참여파, 이범석 등 독자신당 창당파 등으로 분열돼 있었다.
그 중에서도 오재영 등은 1963년 5월 17일 추풍회를 창당하고 대선을 준비하게 됐다.

## 후보
오재영 추풍회 회장은 9월 11일 열린 추풍회 전당대회에서 대통령 후보로 선출되었다.

## 같이 보기
- 대한민국 제5대 대통령 선거